# 陈瑞仁
陈瑞仁（1956年6月2日—），南投縣竹山鎮人。曾任中華民國法務部臺灣高等法院檢察署查緝黑金行動中心检察官、最高法院檢察署特別偵查組检察官。2009年，調任法務部司法官訓練所教務組組長。2016年12月中旬，時任檢察官改革協會召集人、新竹地檢署檢察官的陳瑞仁經「檢察官審議委員會」會議通過借調出任法務部第一個智庫「法務政策諮詢小組」執行長。

## 學經歷
- 國立台灣大學法律系學士，在校期间曾任大學新闻社（大新社）采访主任、总编辑。蘇煥智、邱太三、以及詹森林大法官為大學同窗（1979年）
- 國立台灣大學法律學研究所碩士。（1982年）
- 美國哥倫比亞大學刑事訴訟學碩士。
- 中華民國司法官訓練所第23期。
- 台東地檢署檢察官、士林地檢署檢察官。
- 檢察官改革協會發言人。（1998年）
- 法務部臺灣高等法院檢察署查緝黑金行動中心检察官。
- 法務部最高法院檢察署特別偵查組检察官。
- 法務部司法官訓練所教務組組長。
- 新竹地檢署檢察官。

## 偵辦重大案件
- 陈瑞仁曾於1993年偵辦與尹清楓命案相關之軍機洩密案與軍購弊案，1997年偵辦林肯大郡案。2005年，偵辦股市禿鷹案，起訴金管會檢查局長李進誠等人，因而得名。
- 陳瑞仁负责侦办台湾2006年中華民國國務機要費案，于2006年11月3日公布调查结果和起诉书，认定總統陈水扁及其夫人吴淑珍涉嫌贪污和伪造文书，为共同正犯（共犯）[2]。

## 個人政治立場
陳瑞仁在2003年出席台大社會系一項名為「檢察官執業有感」主題的演講中自述，其父親是光復後台大法律系第一屆的學生，因為在大二時發生震驚中外的「228事件」，致其父親棄法從商（陳瑞仁自述他的祖父也是商人）。
陈瑞仁在政治上倾向民主進步黨，但他称：“我虽是深绿，但离开投票所的布幔，心中就没有颜色”。

## 投入檢察官改革運動
陈瑞仁同時擔任中華民國檢察官改革協會（檢改會）發言人，經常以檢改會要角的身份接受媒體訪問，也多次發起檢察官改革運動。

## 評價
- 台灣政治評論家江春男說：「以前有許多案子，經過大舉搜索，喧鬧一時，結果卻不了了之。但陳瑞仁冷靜而低調，不隨名嘴起舞，專心蒐集具體證據；他用冰點燃熱情，讓證據說話。這冰冷的起訴書所發生的影響，超越凱道上的群眾嘶吼；它應該載入史冊，作為台灣民主憲政的里程碑。」[4]
- 台灣作家及詩人楊渡說：「陳瑞仁的起訴陳水扁，不只是挽救了司法信譽，挽救了人心，更是讓台灣重建社會正義的秩序。那是公正公平可以期待，特權無法橫行的正義。」[5]